# اثر پاکلز

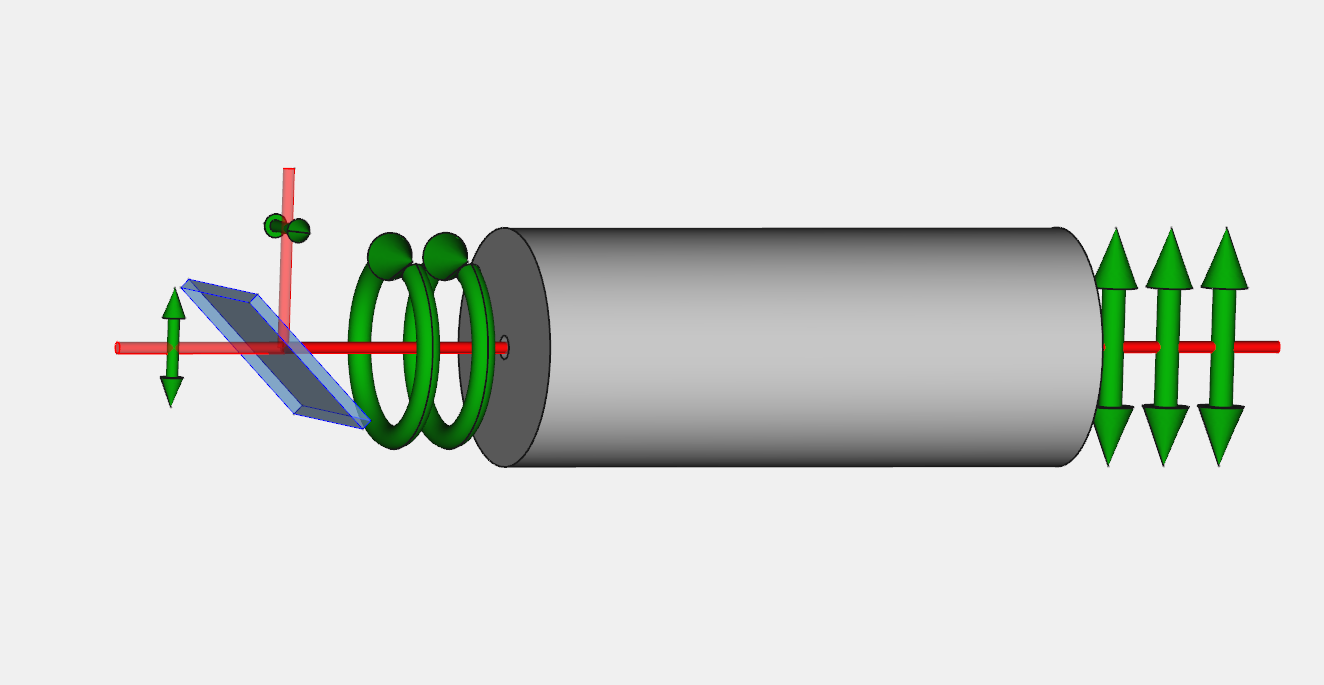
شماتیکی از یک سلول پاکلز که قطبش نور را تعدیل می‌کند. در این مورد، سلول پاکلز به عنوان یک‌صفحه موج چهارم عمل می‌کند، جایی که نور قطبی خطی به نور قطبی دایره‌ای تبدیل می‌شود. با افزودن یک پنجره بروستر (سمت چپ)، این تغییر در قطبش را می‌توان به تغییر در شدت پرتو، تنها با انتقال مولفه بردار p-polarized تبدیل کرد.

اثر پاکلز یا اثر الکترونوری پاکلز (به انگلیسی: Pockels effect) که در سال ۱۸۹۳ توسط کارل آلوین پاکلز بیان شد، حاصل ایجاد دوشکستی در محیط به وسیلهٔ اعمال یک میدان ثابت یا متغیر اپتیکی است. این اثر الکترونوری یک پدیده خطی است زیرا پدیده دوشکستی القایی یا توان اول میدان اعمال شده و بنابراین با ولتاژ اعمال شده متناسب است.
تفاوت این اثر با اثر کر در واقع این است که در اثر پاکلز دوشکستی متناسب با میدان است در حالی که در اثر کر، پدیده دوشکستی متناسب با توان دوم میدان است.

## معادله اصلی
```
n(E)≈n-(1/2r(n^3)E)

```

کهr ضریب پاکلز یا ضریب الکترونوری خطی است. در این رابطه ثابت الکترونوری برحسب ضریب شکست معمولی و میدان اعمال شده‌است. چون بلورهای تمامی ناهمسان هستند خواص آن‌ها در جهت‌های مختلف تغییر می‌کند و باید آن‌ها را توسط تانسورهای مرتبه دوم توصیف کرد.
در مورد اثر پاکلز اصطلاحی را تعریف می‌کنند به نام ولتاژ نیم‌موج، که ولتاژ نیم موج یکی از مشخصات فیزیکی مادهٔ دارای اثر پاکلز است که به ابعاد آن‌ها بستگی ندارد. ولتاژی که تغییر فاز π را ایجاد می‌کند، ولتاژ نیم‌موج نامیده می‌شود. برای سلول پاکلز، این ولتاژ معمولاً صد تا هزار ولت است. پس ولتاژ بالایی مورد نیاز است. مدارهای الکترونیکی مناسبی که می‌توانند ولتاژ بالایی را در عرض چند نانو ثانیه ایجاد کنند، استفاده از مدولاتورهای اپتیکی به عنوان ابزارهای اپتیکی کلید زنی سریع را امکان‌پذیر می‌سازند. کریستال‌های مایع یکی از ابزارهای مدولاسیون فاز است.
مطابق اثر پاکلز اگر یک ماده در میدان الکتریکی قرار بگیرد پدیده دو شکستی در آن ظاهر می‌شود. در اثر ایجاد پدیده دو شکستی نور ورودی به دو پرتو نور خطی عمود بر هم تبدیل می‌شود که دارای سرعت‌های متفاوت هستند. به دلیل اختلاف سرعت بین دو پرتو خروجی اختلاف فاز بین آن‌ها به وجود می‌آید که با میدان الکتریکی و در نتیجه ولتاژ رابطه مستقیم دارد). که ضریب شکست ماده ثابت پاکلز طول موج نور و ولتاژ تولیدکننده میدان الکتریکی و ولتاژ نیم موج است.
اثر پاکلز تنها در کریستال‌هایی اتفاق می‌افتد که تقارن معکوس نداشته باشند مانند گالیوم آرسناید. و هم چنین در محیط‌های بدون تقارن مرکزی، از قبیل پلیمرها یا شیشه‌های قطبی شده به وسیله میدان الکتریکی.
برای اندازه‌گیری ولتاژ به کمک المان‌های نوری می‌توان از دو اثر کر و پاکلز بهره برد. همانطور که گفته شد اثر کر با مجذور میدان الکتریکی و اثر پاکلز با توان اول میدان رابطه دارد. این تفاوت باعث شده که در ساخت ترانسفورماتور ولتاژ نوری بیشتر از اثر پاکلز استفاده شود.

## سلول پاکلز
اثر پاکلز در واقع برپایه عملکرد سلول‌های پاکلز تعریف می‌شوند. سلولی که بر اساس اثر پاکلز (سلول پاکلز) کار می‌کند ابزاری است که وقتی یک ولتاژ dc به آن اعمال شود خاصیت دو شکستی پیدا می‌کند. این خاصیت القایی دو شکستی با ولتاژ اعمال شده متناسب است.
سلول‌های پاکلز صفحات موجی هستند که توسط ولتاژ کنترل می‌شوند. با استفاده از این سلول‌ها می‌توان قطبش یک پرتو عبوری را تغییرداد.
یک سلول پاکلز اریب شامل دو کریستال در جهات مخالف، که با صفر شدن ولتاژ یک صفحه موج مرتبه صفر می‌دهد، سلول ایده‌آلی نیست و با دما تغییر می‌کند. اما این هم ترازی مکانیکی محور کریستال اهمیت بسیاری ندارد و اغلب با دست و بدون پیچ انجام می‌شود. هرچند باید به یاد داشته باشیم که این انحراف باعث می‌شود تا مقداری از انرژی به جهات دیگر منحرف شود. در حالی که در یک سلول با هندسه مستطیلی با حرکت در طول کریستال افزایش اتلاف نداشته باشیم.
میدان الکتریکی را می‌توان موازی با جهت انتشار نورو یا عمود بر آن در نظر گرفت. برای وقتی که میدان عمود بر جهت انتشار نور است. در این صورت میدان الکتریکی فقط باعث ایجاد اختلاف فاز نمی‌شود یلکه اختلاف فاز ایجاد شده متناسب با حاصلضرب میدان در طول کریستال است بنابراین می‌توان با تغییر طول کریستال اختلاف فاز را تغییر داد در حالیکه در حالت قبل اختلاف فاز مستقل از طول کریستال بود. به این حالت کار سیستم مد عرضی سیستم پاکلز گفته می‌شود و به حالت قبل که میدان موازی جهت انتشار نور بود مد طولی سیستم گفته می‌شد.

## دینامیک داخل سلول
به دلیل ثابت دی‌الکتریک بالای کریستال ε{\displaystyle _{r}} ≈ ۳۶ تغییرات میدان الکتریکی در داخل آن با نسبت C/6 اتفاق می‌افتد. سلول‌های
اپتیکی سریع و غیر فیبری را که در یک راستای عبور قرار گرفته‌اند در انتهای مسیر عبوری قرار می‌دهیم که موجب بازتاب و سوئیچ زمانی دو برابر می‌شود. در این جا سیگنال به دو قسمت موازی تقسیم شده و به سمت دو انتهای کریستال می‌رود. وقتی این دو قسمت در کریستال با هم مواجه شوند، ولتاژ بالا می‌رود.
سلول‌های پاکلز در اپتیک فیبری به گونه‌ای طراحی شده‌اند که جریان مورد نیاز را کاهش و سرعت را افزایش می‌دهند.

## الکترونیک‌های محرک
سلول پاکلز مانند یک خازن عمل می‌کند. هنگامی که یک سوئیچینگ به یک ولتاژ بالا داریم، احتیاج به یک جریان بالا نیز داریم. در نتیجه یک سوئیچینگ ۳ نانوثانیه احتیاج به ۴۰ آمپر جریان برای قطر دهانه ۵ میلیمتری دارد. کوتاه کردن طول سیم به ما کمک می‌کند تا اتلاف بار را در طول عبور جریان از درون سلول نداشته باشیم.
همچنین محرک ما می‌تواند شامل تعداد زیادی ترانزیستور باشد که به صورت موازی باهم قرار گرفته‌اند. ترانزیستورها احتیاج به یک جداکننده DC در گیت‌هایشان دارند. که به وسیلهٔ یک فیبراپتیکی تأمین می‌شود.